# Mother Head's Family Reunion
Mother Head's Family Reunion è il quarto album in studio del chitarrista statunitense Richie Kotzen, pubblicato nel 1994. 

## Tracce
1. Socialite – 2:55
2. Mother Head's Family Reunion – 3:00
3. Where Did Our Love Go – 3:30
4. Natural Thing – 2:40
5. A Love Divine – 4:14
6. Soul to Soul – 3:37
7. Reach Out I'll Be There (cover dei Four Tops) – 6:56
8. Testify – 3:21
9. Used – 4:33
10. Woman and a Man – 4:10
11. Livin' Easy – 3:29
12. Cover Me – 5:08
13. Wailing Wall (traccia bonus nell'edizione giapponese) – 2:38

## Formazione
- Richie Kotzen – voce, chitarra, organo Hammond, pianoforte, clavinet, basso (traccia 1)
- John Pierce – basso
- Atma Anur – batteria, percussioni
- Tommy Funderburk – cori (tracce 2, 6, 7, 10, 11)
- Timothy B. Schmit – cori (tracce 6, 7, 10)
- Richie Zito – mellotron, bass pedals (traccia 9), produzione
- Rob Jacobs, Dick Kaneshiro – ingegneria del suono
- Steve Fontano – missaggio
- George Marino – mastering